# Obertura saragossana
L'obertura saragossana o obertura Hempel és una obertura d'escacs caracteritzada pel moviment:
1.c3
Com que les blanques normalment juguen més agressivament a l'obertura, la saragossana és considerada una obertura irregular, classificada com a A00 per l'Enciclopèdia d'Obertures d'Escacs.
|  |

## Història
Aquesta obertura esdevingué popular al club d'escacs de Saragossa el 1919. L'any següent el membre de club José Juncosa analitzà l'obertura dins la Revista del Club Argentino. El 1922 s'organitzà a Mannheim un torneig temàtic que exigia que els jugadors comencessin amb 1.c3. Hi havia tres participants, Siegbert Tarrasch, Paul Leonhardt i Jacques Mieses, i fou guanyat per Tarrasch.

## Fonaments
1.c3 de primera jugada és un moviment sense ambició. Obre una diagonal per a la dama, però fa només un acostament tímid al centre. Es prepara per jugar d4, però el blanc podria simplement haver jugat aquest moviment immediatament. També, el peó en c3 té el desavantatge de prendre la casella de c3 al cavall. No és un moviment terrible, tanmateix, i és probable que transposi a un defensa Caro-Kann o a una defensa eslava (amb colors invertits), dues defenses sòlides per a les negres, però amb un tempo extra; o a la variant del canvi del gambit de dama refusat, una obertura plenament respectable sovint jugada per Grans Mestres, després de 1.c3 e5 2.d4 exd4 3.cxd4 d5; o a un tipus sòlid però passiu de l'obertura de peó de dama després de 1.c3 Cf6 2.d4 o 1.c3 d5 2.d4; o a una defensa escandinava amb els colors canviats després de 1.c3 e5 2.d4 exd4 3.Dxd4!? Cc6 4.Da4.
El negre disposa de diverses respostes, les més comunes de les quals són 1...d5, 1...e5 i 1...Cf6. Després de 1...d5, el blanc pot intentar el gambit Plano, 2. e4?!, que és de fet una resposta estranya a la defensa escandinava. Després de 2...dxe4, 3.Da4+ es recupera el peó, però concedeix a les negres un ràpid desenvolupament amb 3...Cc6 4.Dxe4 Cf6 5.Dc2 e5. També raonable és 1...f5, quan 2.d4 transposaria a una defensa holandesa on el blanc ha jugat el moviment passiu c3.
La resposta 1...c5 és també jugable, però dona a les blanques més oportunitats que uns altres moviments per transposar a obertures estàndards on pot tenir un petit avantatge. El moviment 2.e4 transposa a la variant Alapin de la defensa siciliana. La seqüència 1...c5 2.d4 és també possible, quan 2... cxd4 (2...e6 3.e4 d5, que transposa a una defensa francesa després de 4.e5 o 4.exd5, és també possible) 3.cxd4 d5 transposa a una variant del canvi regular de la defensa eslava (a la qual normalment s'hi arriba a través de 1.d4 d5 2.c4 c6 3.cxd5 cxd5), que dona un lleuger avantatge a les blanques.